# Ringicula kurodai
Ringicula kurodai is een slakkensoort uit de familie van de Ringiculidae. De wetenschappelijke naam van de soort is voor het eerst geldig gepubliceerd in 1935 door Takeyama.